# خرج (سوادکوه)
خرج، روستایی است از توابع بخش مرکزی شهرستان سوادکوه در استان مازندران ایران.
این روستا یکی از زیباترین روستاهای شهرستان سوادکوه، که در دامنه رشته کوه‌های البرز و مملو از جنگلهای انبوه و استوار می‌باشد که در فصل بهار چهره‌ای سبز و دیدنی به خود می‌گیرد. چشمه‌های جوشان و گوارا اطراف این روستا را احاطه کرده‌است. در قلب جنگل‌های این روستا دشتهایی وسیع و سرسبز دیده می‌شود، که در روز ۱۳ فروردین هر سال پر از مسافر می‌شود. یکی از مهم‌ترین دلایلی که مسافران را به این مکان سوق می‌دهد احداث جاده در مسیر جنگل و گیاهان دارویی مختلفی است که در آن واقع است این روستا حدود ۱۵۰ سال قبل توسط طایفه میار بنا شده‌است که این طایفه حدود سه قرن پیش از غرب استان مازندران (کلاردشت) وارد منطقه سوادکوه شدن و پس از چند جا به جایی بخشی از این قوم بزرگ خرج را به عنوان مکان زندگی انتخاب کرده‌اند. روستای خرج منطقه ییلاقی است که در شش ماه دوم سال به دلیل هوای بسیار سرد ساکنان روستا به بخش قشلاقی (سرچلشک) کوچ می‌کنند. این روستا دارای برق- گاز و آب است.

## جاذبه گردشگری
جاذبه‌های گردشگری این روستا می‌توان به چشمه قلقلو -اردوگاه فرهنگی تفریحی خرماکلا- و به نزدیکی علم حضرت ابوالفضل اشاره کرد.

## نام‌شناسی
نام اولیه این روستا به دلیل گرفتن خراج راه باج گیران بوده در گذر زمان به خرج که از کلمه خراج میاد تغیر نام داده است.

## جمعیت
این روستا در دهستان راستوپی قرار دارد و براساس سرشماری مرکز آمار ایران در سال ۱۳۸۵، جمعیت آن ۵۰نفر (۳۰ خانوار) بوده‌است.